# Музей Карен Бліксен (Кенія)
Музей Карен Бліксен (англ. Karen Blixen Museum) — музей, відкритий в 1986 році за 10 км від Найробі, в історичній будівлі 1912 року, колишньому центрі ферми біля підніжжя пагорбів Нгонг. Данська письменниця Карен Бліксен жила в цьому будинку з 1917 по 1931 рік; вона називала його Mbogani — будинок в лісі.

## Про музей
У музеї представлені оригінальні предмети інтер'єру, продані Карен Бліксен при від'їзді з Африки леді Макміллан і викуплені згодом урядом спеціально для музею. Серед іншого в колекції є книжкова шафа, змайстрована для книг Денніса Фінча Хаттона (на гроші, які він виділив), на якій Карен Бліксен прикріпила мідні таблички з його ініціалами. Сам Хаттон похований на пагорбах над музеєм.
Частина експозиції присвячена фільму «З Африки», деякі реквізити з якого були також передані музею.
Музей відкритий для відвідувачів щоденно з 9:30 до 18 години .

## Історія ферми і будинку
Будівлю, в якій розташовується музей, було побудовано на фермі неподалік Найробі в 1912 році шведським архітектором Оке Сьогреном.
У 1917 році Карен Бліксен та її чоловік, Брор Фредерік фон Бліксен-Фінекке, придбали ферму і стали займатися вирощуванням кави. У 1921 році подружжя розлучилося, і Карен продовжувала жити на фермі одна, часом відвідуючи рідних в Данії, де в 1925 році оформила розлучення з чоловіком. У 1931 році продала ферму і, після того як її коханець Денніс Фінч Хаттон загинув в авіакатастрофі, остаточно покинула Африку. У 1937 році під псевдонімом Ісак Дінесен опублікувала книгу «З Африки», яка розповідає про її життя на фермі. У 1985 році за книгою був знятий однойменний фільм.
У Карен Бліксен ферму купив Рене Мартін, який в інвестиційних цілях розбив її на ділянки по 20 акрів. В результаті навколо будинку, в якому жила Бліксен, сформувалося передмістя Найробі Карен.
У 1935 році будинок купив полковник Дж. Ллойд, який жив в ньому до самої своєї смерті, після чого в 1954 році будинок перейшов у власність його дочки. Змінивши кілька господарів, в 1964 році дім був викуплений данським урядом і переданий в дар Кенії з нагоди здобуття країною незалежності. До 1985 року будинок використовувався як квартира директора Коледжу харчування, проте після виходу на екрани фільму «З Африки» інтерес до спадщини Карен Бліксен виріс, і уряд Кенії вирішив викупити будинок для організації в ньому музею, який відкрив свої двері для відвідувачів вже в 1986 році.

## Галерея

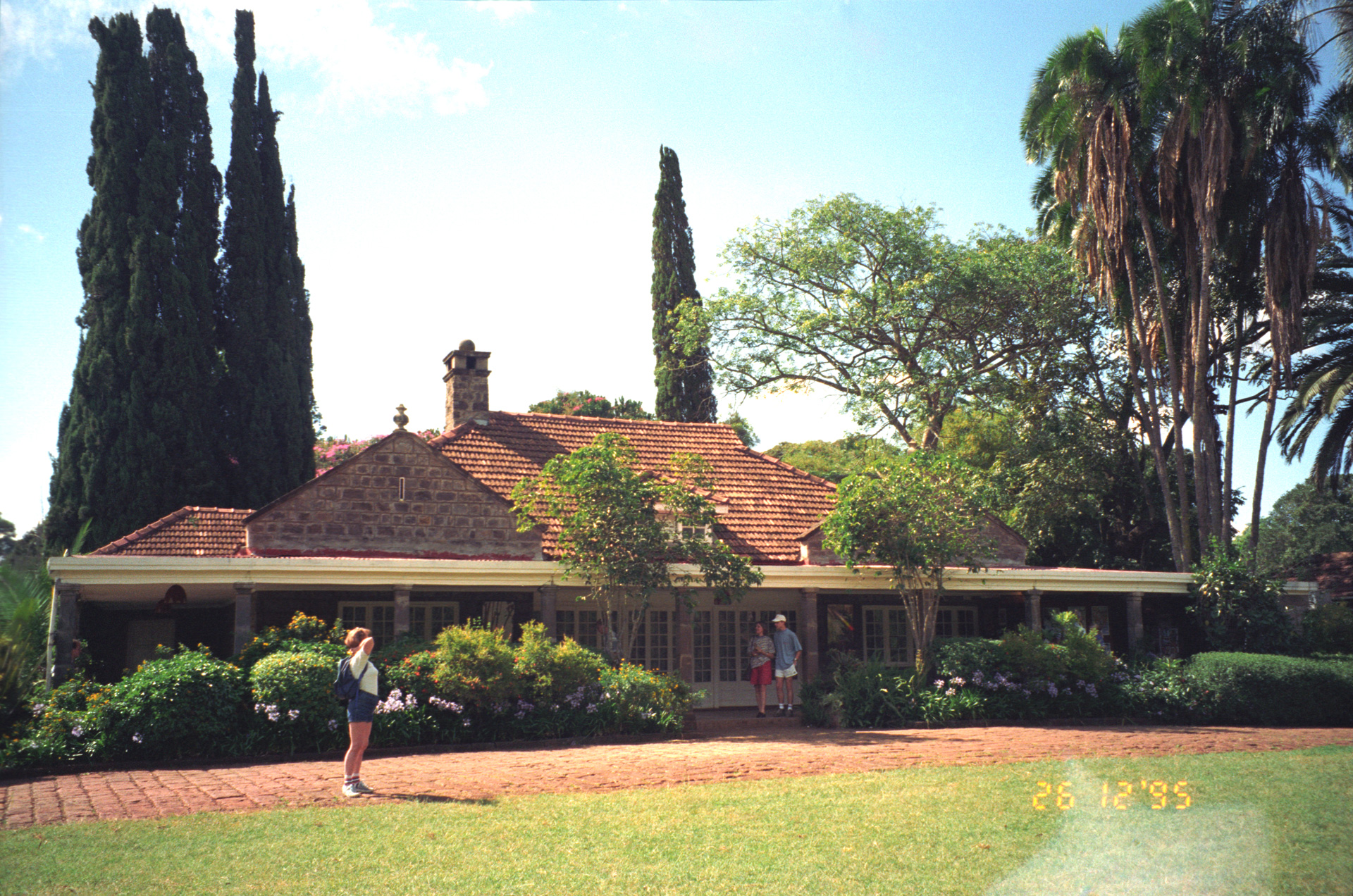
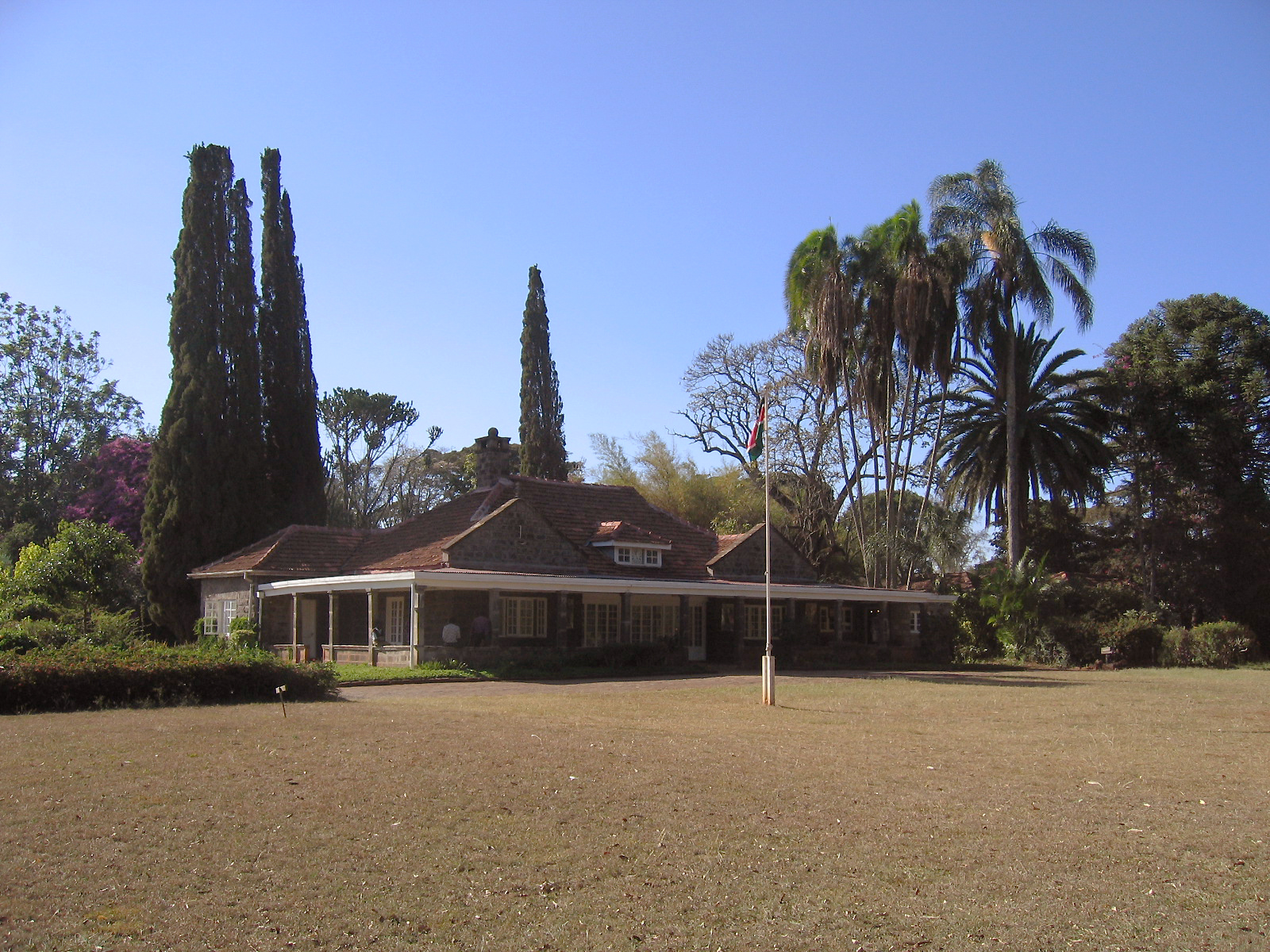
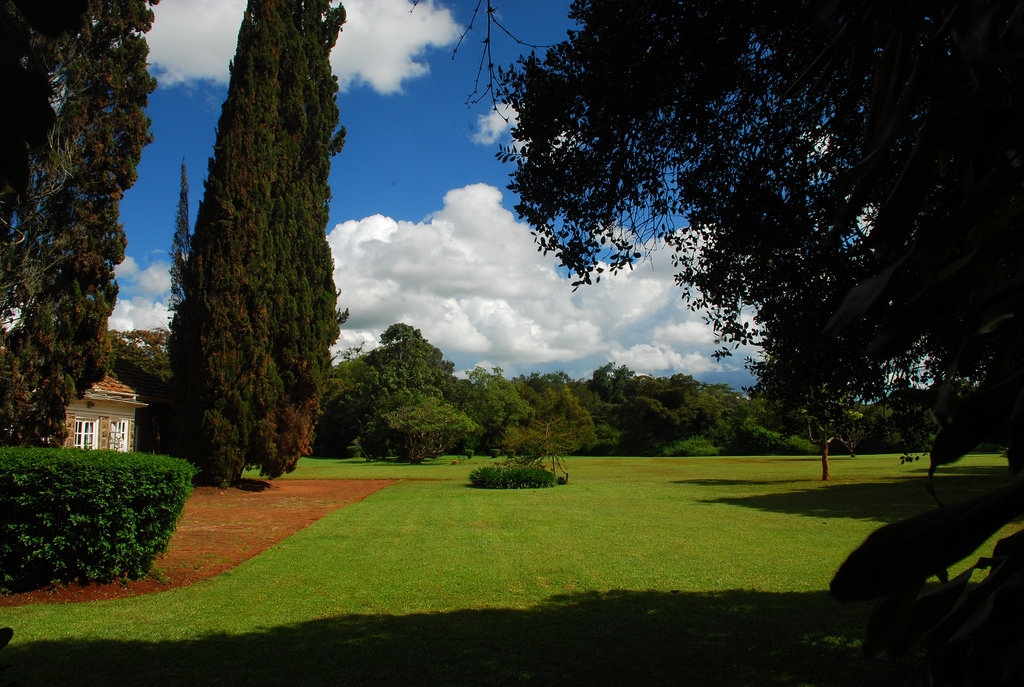
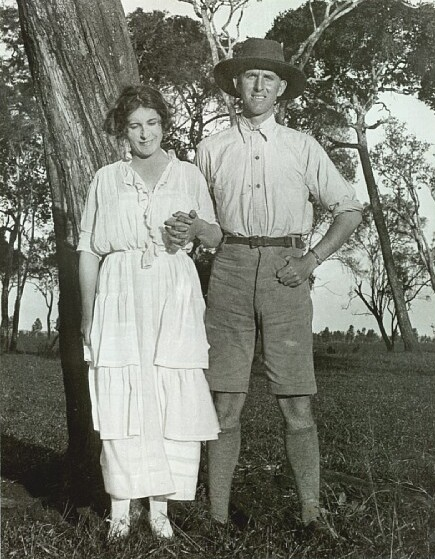
Карен Бліксен з молодшим братом у 1920-ті роки на фермі
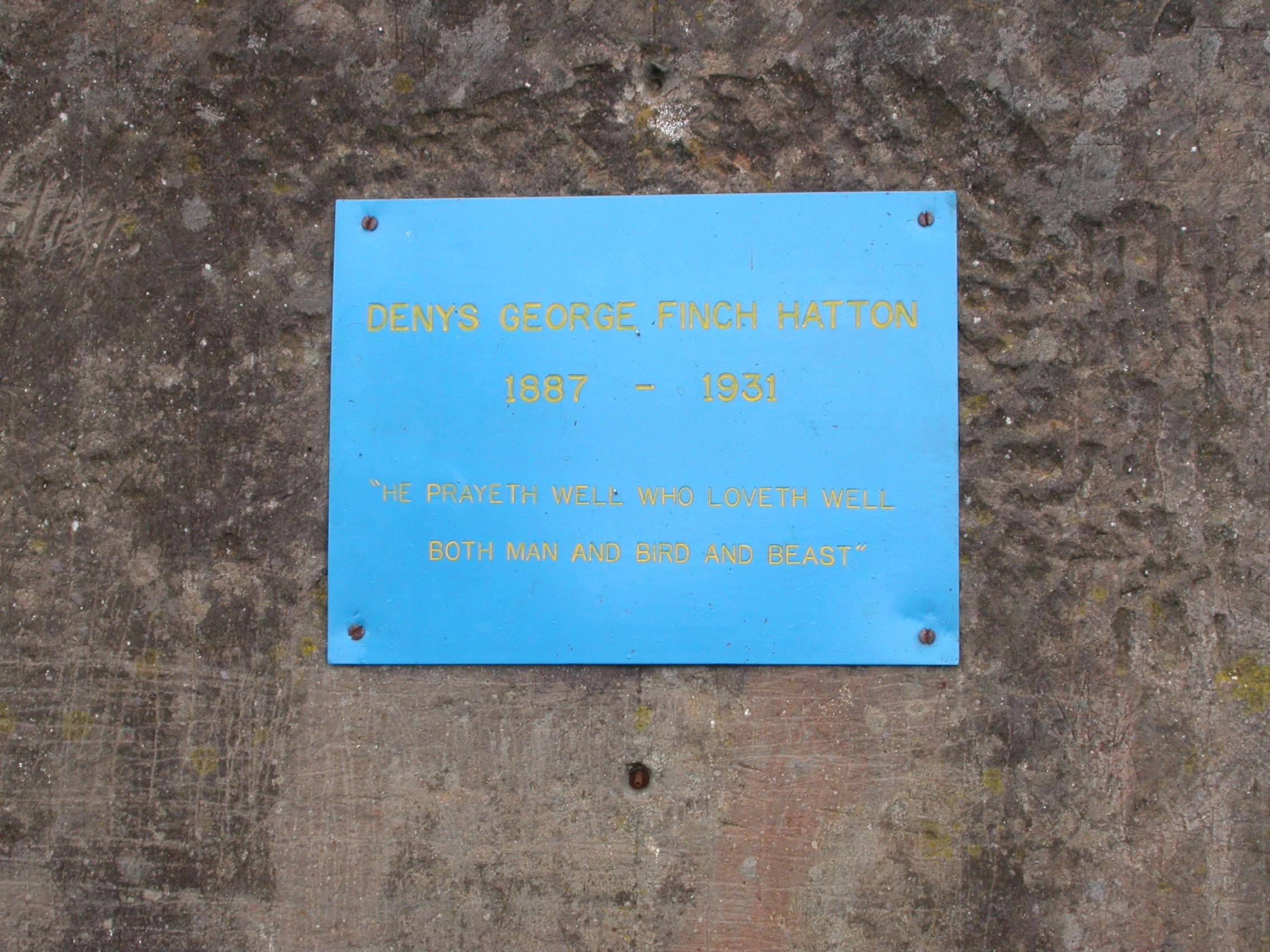
Табличка на обеліску над могилою Денніса Фінча Хаттона на пагорбах над музеєм